# Frieze Art Fair
Die Frieze Art Fair ist eine von den Herausgebern der Kunstzeitschrift Frieze, Amanda Sharp und Matthew Slotover, ins Leben gerufene Messe für zeitgenössische Kunst, die seit 2003 jährlich Mitte Oktober in einem Festzelt am Rande des Londoner Regent’s Park veranstaltet wird. Die Londoner Messe und Zeitschrift gehören heute zum daraus entstandenen international tätigen Unternehmen Frieze.
In den USA fand die Messe von 2012 bis 2019 auf Randall’s Island in New York statt und wurde 2021 im Shed at Hudson Yards abgehalten, wobei die erste Ausgabe in Los Angeles im Februar 2019 stattfand. Im Oktober 2021 eröffnet die Frieze außerdem die No.9 Cork Street, einen permanenten Raum für internationale Galerien im Herzen von Mayfair, London. Die Frieze Seoul wurde 2022 im COEX eröffnet.
An der Londoner Ausgabe der Frieze nehmen rund 160 Aussteller (2021) teil. Sie findet vier Tage lang in einem 40.000 Quadratmeter großen Zelt statt. Parallel dazu findet die Frieze Masters mit rund 130 Ausstellern statt, eine Messe für ältere Kunst (Gemälde und Skulpturen Alter Meister, Kunst des 19. und 20. Jahrhunderts).
Die Kunstmesse Frieze hat über 1,2 Millionen Follower in den sozialen Medien und über 150.000 Besucher weltweit.
Es erscheinen drei internationale Publikationen, die von Sammlern, Kunstfachleuten und Entscheidungsträgern in über 80 Ländern gelesen werden – Frieze, Frieze Masters, Frieze Week.
Im Jahr 2016 erwarb die US-amerikanische Endeavor Group Holdings einen Mehrheitsanteil am Messeunternehmen und der Zeitschrift, bis 2023 auch die restlichen Anteile.
2023 übernahm Frieze die beiden Konkurrenzmessen „The Armory Show“ in New York und „Expo Chicago“ und gilt seither als weltweit größtes Unternehmen im Bereich der Kunstmessen, noch vor der Art Basel mit deren Ablegern.
Nachdem Endeavor im März 2025 von dem Kapitalinvestmentunternehmen Silver Lake gekauft worden war, übernahm Ari Emanuel, einst Mitgründer eines Endeavor-Vorläuferunternehmens und bis dahin CEO von Endeavor, über eine von ihm neugegründete Veranstaltungsgesellschaft sowohl das Messeunternehmen als auch die Kunstzeitschrift.